# Johann Friedrich Kratzsch
Johann Friedrich Kratzsch war ein deutscher Archivar und Sachbuchautor.
Kratzsch war zunächst als Archiv-Assistent beim Oberlandesgericht Naumburg tätig und wechselte danach in den Dienst der Grafen zu Stolberg-Stolberg in Stolberg (Harz). Er gab zahlreiche Werke zur deutschen Verwaltungsgeschichte heraus und erarbeitete eine unvollendet gebliebene Chronik des Grafenhauses Stolberg.

## Werke
- Darstellung der Veränderungen in der Gesetzgebung und Gerichts-Verfassung der verschiedenen zum Departement des Oberlandesgerichts zu Naumburg gehörigen Landestheile seit dem Jahre 1806, o. O. 1827
- Alphabetisches Verzeichniß sämmtlicher in den Departement des Königl. Preuß. Oberlandesgerichts von Sachsen zu Naumburg belegenen Städte, Flecken, Dörfer, Vorwerke u.s.w. […], 2 Teile, Zeitz 1827
- Darstellung der Veränderungen in der Gesetzgebung und Gerichts-Verfassung der verschiedenen zum Departement des Oberlandesgerichts zu Naumburg gehörigen Landestheile, ingleichen der preußischen Markgrafthümer Ober- und Niederlausitz seit dem Jahre 1806, Zeitz 1832
- Darstellung der Gerichtsverfassung in dem Preussischen Staate, Zeitz 1833
- Tabellarische Uebersicht des Justiz-Organismus der sämmtlichen deutschen Bundesstaaten, Leipzig 1836
- Neuestes und gründlichstes alphabetisches Lexicon der sämmtlichen Ortschaften der deutschen Bundesstaaten, 3 Bände, Naumburg 1843–1845
  - 1. Abtheilung (1843) in der Google-Buchsuche
  - 2. Abtheilung, 1. Band (1845) in der Google-Buchsuche
  - 2. Abtheilung, 2. Band (1845) in der Google-Buchsuche

| Personendaten    | Personendaten                        |
| ---------------- | ------------------------------------ |
| NAME             | Kratzsch, Johann Friedrich           |
| KURZBESCHREIBUNG | deutscher Archivar und Sachbuchautor |
| GEBURTSDATUM     | vor 1827                             |
| STERBEDATUM      | nach 1845                            |